# Bahnhof Leun/Braunfels
Der Bahnhof Leun/Braunfels ist ein Bahnhof im Stadtteil Lahnbahnhof der mittelhessischen Stadt Leun. Er befindet sich im Tarifgebiet des Rhein-Main-Verkehrsverbundes (RMV) und liegt an der Lahntalbahn. Das Empfangsgebäude steht unter Denkmalschutz. Unmittelbar südöstlich neben dem Empfangsgebäude befand sich der Endbahnhof der schmalspurigen Braunfelser Ernstbahn nach Philippstein, von der nur noch wenige Reste sichtbar sind. Sie war von 1875 bis 1962 in Betrieb.

## Geschichte
Die Station wurde unter der Bezeichnung Braunfels (Lahn) am 10. Januar 1863 mit der Fertigstellung des dritten Bauabschnittes der Lahntalbahn eröffnet.
Im September 2010 wurde der Bahnhof modernisiert und vom Bahnhof zum Haltepunkt heruntergestuft. Dabei wurde der alte Mittelbahnsteig entfernt und ein neuer Seitenbahnsteig mit Fußgängerüberführung errichtet. Der neue Bahnsteig wurde barrierefrei gebaut.
Am 7. Dezember 2012 wurde das Gebäude bei einer Versteigerung in Köln für 34.000 Euro an einen niederländischen Bieter verkauft.

## Gebäude
Das Bahnhofsgebäude steht im Leuner Ortsteil Lahnbahnhof in der Burgsolmser Straße in der Nähe der alten Leuner Brücke. Der klassizistische Bau stammt von Heinrich Velde und ähnelt den Bahnhofsgebäuden von Weilburg und Diez, die ebenfalls seinen Entwürfen entstammen.
Es ist ein siebenachsiger traufständiger Putzbau mit turmartig erhöhten Seitenrisaliten. Diese sind gegenüber dem Querbau giebelständig angeordnet. Während der westliche Seitenrisalit vier in der Höhe abgestufte Fensterachsen besitzt, verfügt der östliche über lediglich eine Fensterachse, wobei hier ein weiteres Seitengebäude nachträglich angebaut wurde.

## Ernstbahn
Der Bahnhof der Ernstbahn lag südlich der Staatsbahngleise am östlichen Bahnhofsende. Die Wagen der Erzzüge wurden über ein Sturzgerüst direkt in die Wagen der Staatsbahn entladen, dazu waren dort mehrere Gleise vorhanden, die heute entfernt sind. Die Mauer des Sturzgerüstes ist noch vorhanden. Der Schmalspurbahnhof hatte drei Gleise. Unmittelbar danach wurde die Burgsolmser Straße gekreuzt, dort, schon auf der anderen Straßenseite, befand sich gegenüber dem Staatsbahngebäude der Bahnsteig für die Personenzüge. Der Personenverkehr wurde bereits 1930 eingestellt. 

## Anbindung

### Bahn
Der Bahnhof wird täglich im Stundentakt von Regionalbahnen der Relation Limburg (Lahn)–Weilburg–Wetzlar–Gießen (teilweise weiter nach Alsfeld/Fulda) bedient. Betreiber war bis Dezember 2011 die Deutsche Bahn. Seit dem Fahrplanwechsel 2011/2012 am 11. Dezember 2011 werden die RB-Leistungen auf diesem Abschnitt der Lahntalbahn von der Hessischen Landesbahn GmbH durchgeführt. Eingesetzt werden hierfür Triebwagen vom Typ Alstom Coradia Lint 41.
| Linie | Verlauf | Takt   |
| ----- | --- | ------ |
| RB 45 | Lahntalbahn/Vogelsbergbahn: Limburg (Lahn) – Eschhofen – Kerkerbach – Runkel – Villmar – Arfurt (Lahn) – Aumenau – Fürfurt – Gräveneck – Weilburg – Löhnberg – Stockhausen (Lahn) – Leun/Braunfels – Solms – Albshausen – Wetzlar – Dutenhofen (Kr Wetzlar) – Gießen – Gießen Licher Straße – Großen Buseck – Reiskirchen (Kr Gießen) – (Saasen – Göbelnrod –) (zweistdl) Grünberg – (Lehnheim –) (zweistdl) Mücke (Hess) – (Nieder-Ohmen –) (zweistdl) Burg- und Nieder-Gemünden – Ehringshausen (Oberhess) – Zell-Romrod – Alsfeld (Oberhess) – Lauterbach (Hess) Nord – Angersbach – Bad Salzschlirf – Großenlüder – Oberbimbach – Fulda Stand: Fahrplanwechsel Dezember 2021 | 60 min |

Die Regional-Express-Züge der DB (RE 25) fahren ohne Halt durch den Bahnhof. Für die RE-Leistungen werden Triebwagen vom Typ Alstom Coradia Lint 27 und Lint 41 (Baureihen 640 und 648) sowie Bombardier Talent (Baureihe 643) eingesetzt. Die Städte Limburg, Weilburg, Wetzlar und Gießen lassen sich von hier aus umsteigefrei erreichen.

### Bus
Mit dem Bus der Linie 180 werden die namensgebenden Städte des Bahnhofs, Leun und Braunfels, angefahren. Die Abfahrtszeiten sind so gelegt, dass die Züge der Lahntalbahn erreicht werden. Verbindungen bestehen montags bis freitags sowie samstags nachmittags. An Schultagen verkehrt zusätzlich noch die Linie 120 mit einzelnen Fahrten zwischen Holzhausen und Solms mit Halt am Bahnhof.